# Hernán Landívar
Hernán Landívar Flores (Santa Ana de Velasco, 1920) fue un político y escritor boliviano.

## Reseña biográfica
Realizó sus estudios en el Seminario de Santa Cruz de la Sierra.   
Por su militancia en la Falange Socialista Boliviana fue recluido en 1954 en campos de concentración políticos creados por el Movimiento Nacionalista Revolucionario durante el gobierno de Víctor Paz Estenssoro, estas vivencias son narradas en su libro "Infierno en Bolivia" publicado en 1965.
En 1965 escribe el libro "Terebinto: drama nacional", basado en los hechos acaecidos en la llamada "Masacre de Terebinto", ocurrida el 19 de mayo de 1958, donde alrededor de 10,000 milicianos armados del gobierno del MNR, originarios de Ucureña, Siglo XX y Huanuni, llegaron a Santa Cruz de la Sierra para sofocar un movimiento ciudadano que reclamaba el cumplimiento del Decreto del 15 de julio de 1938, conocida como la ley Busch, que otorgaba el 11% de las regalías del petróleo a todos los departamentos productores del petróleo en Bolivia.
El año 1974 fue Subsecretario de Comercio y Turismo del Ministerio de Industria, Comercio y Turismo en Bolivia.

## Libros
- Infierno en Bolivia (1964)
- Terebinto: drama nacional (1965)[9][10]
- Los Franciscanos en Bolivia (1965)[11]
- La inmoralidad, quinto poder del estado (1985)